# رؤیا (فیلم ۲۰۲۳)
رؤیا (کره‌ای: 드림; لاتین‌نویسی اصلاح‌شده: Deurim) یک فیلم محصول ۲۰۲۳ کره جنوبی در ژانر کمدی-درام ورزشی به کارگردانی و نویسندگی لی بیونگ-هیون و با بازی پارک سو-جون و آی‌یو است. داستان این فیلم حول محور یون هونگ ده، یک مربی فوتبال می‌چرخد. رؤیا در ۲۶ آوریل ۲۰۲۳ منتشر شد.

## خلاصهٔ داستان
پس از اینکه بازیکن فوتبال یون هونگ ده (پارک سو-جون) به دلیل یک حادثه غیرمنتظره در محاکمه انضباطی قرار می‌گیرد، برای جریمه به عنوان مربی یک تیم ملی فوتبال ویژه منصوب می‌شود. این تیم شامل افراد بی‌خانمانی است که برای جام جهانی بی‌خانمان‌ها آماده می‌شوند.

## بازیگران

### اصلی
- پارک سو-جون در نقش یون هونگ ده، یک مربی تیم فوتبال.
- آی‌یو در نقش لی سو مین، یک کارگردان باانگیزه که در حال ساخت مستندی دربارهٔ این تیم فوتبال است.[۶]

### مکمل
- کیم جونگ سو در نقش کیم هوان دونگ
- کو چانگ-سوک در نقش جون هیو بونگ
- جونگ سونگ گیل در نقش سون بوم سو
- لی هیون-وو در نقش کیم این سون
- یانگ هیون مین در نقش جون مون سو
- هونگ آن پیو در نقش یونگ جین
- هو جون سوک در نقش هوانگ این گوک[۳]
- لی ها نی در نقش بیونگ سام
- لی جی هیون در نقش جین جو[۷]
- بک جی-وون در نقش سون جا، مادر هونگ ده[۸]
- جونگ سون وون[۹]
- چو وو جونگ[۱۰]

### حضور ویژه
- پارک مون سونگ در نقش یک مفسر فوتبال[۱۰]
- کانگ ها-نول در نقش سونگ چان[۱۱][۱۲]
- پارک میونگ-هون در نقش یک گزارشگر[۱۰]
- جو هیانگ گی در نقش مجری[۱۳]

## تولید

### بازیگران
در ژانویه ۲۰۲۰، حضور پارک سو-جون در نقش یون هونگ ده، یک بازیکن فوتبال که اکنون مربی شده‌است، تأیید شد. در همین ماه، حضور آی‌یو برای بازی در کنار پارک به عنوان نقش اول زن تأیید شد. پارک سو-جون برای آماده‌سازی خود برای این فیلم به باشگاه رفت.